# Diwan
För andra betydelser, se Diwan (olika betydelser).

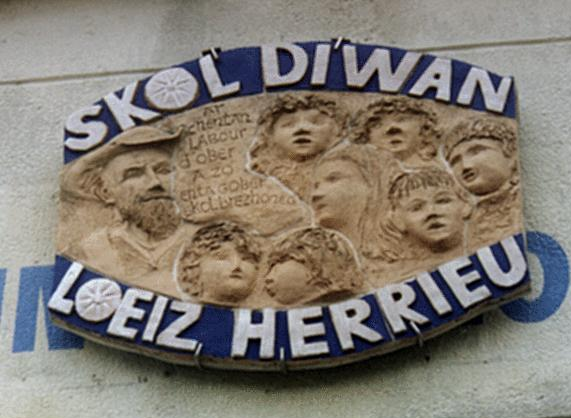
En diwanskola i Lorient.

Diwan (bretonska: grodd, uttalas [ˈdiwɑ̃n]), är ett förbund av skolor i Bretagne där undervisningen i huvudsak sker på bretonska. Den första skolan grundades i Lampaul-Ploudalmézeau 1977.

## Koncept
Diwan inspirerades av och liknar mycket konceptet på motsvarande rörelser i andra länder där minoritetsspråk talas, Gaelscoil på Irland, Mudiad Ysgolion Meithrin i Wales och Ikastolak i Baskien. Diwan går ut på att barnen lär sig språket genom språkbad. Från och med att barnen är två till dess att de är sex är bretonska det enda talade språket på förskola. Vid sju års ålder introduceras franska under två av 26 undervisningstimmar i veckan. Vid tio års ålder är sex av 23 timmar på franska. Diwanskolor finns ända upp till baccalauréat, slutexamen vid 18 års ålder.